# Scarabaeus ebenus
Scarabaeus ebenus е вид бръмбар от семейство Листороги бръмбари (Scarabaeidae).

## Разпространение и местообитание
Видът е разпространен в Зимбабве, Кения, Мозамбик, Сомалия, Танзания и Южна Африка.
Обитава гористи местности, места с песъчлива почва, долини, савани, крайбрежия и плажове.